# Minder meer
Minder meer is het twaalfde studioalbum van de Nederlandse zanger Stef Bos. Het album werd uitgebracht in 2011.

## Nummers
| Nr. | Titel              | Schrijver(s)                                                                | Duur |
| --- | ------------------ | --------------------------------------------------------------------------- | ---- |
| 1.  | Minder meer        | Roberto Mercurio, Stef Bos                                                  | 4:08 |
| 2.  | Voltaire           | Roberto Mercurio, Stef Bos                                                  | 4:25 |
| 3.  | Wat het ook is     | René van Mierlo, Roberto Mercurio, Martin de Wagter, Stef Bos               | 5:00 |
| 4.  | Het midden         | René van Mierlo, Roberto Mercurio, Martin de Wagter, Ton Snijders, Stef Bos | 3:54 |
| 5.  | Nachtlied          | René van Mierlo, Stef Bos                                                   | 3:00 |
| 6.  | Galilei            | Frido ter Beek, Stef Bos                                                    | 3:46 |
| 7.  | Sneeuw             | Stef Bos                                                                    | 4:35 |
| 8.  | Dia de la muerte   | Stef Bos                                                                    | 4:41 |
| 9.  | Mozambiek          | René van Mierlo, Roberto Mercurio, Martin de Wagter, Stef Bos               | 4:23 |
| 10. | De bron            | Ton Snijders, Stef Bos                                                      | 4:03 |
| 11. | Vaarwel            | René van Mierlo, Stef Bos                                                   | 4:49 |
| 12. | De omgekeerde tijd | Stef Bos                                                                    | 2:39 |